# The Villanovas
The Villanovas es un grupo de Rock clásico londinense con un estilo similar a grupos de rock británico como de las décadas de los sesenta y setenta como los Beatles, Rolling Stones y Led Zeppelin.Ganadores de la competencia internacional “2015 Larmer Tree Breaktrough Act Awards” además de ser nombrados en 2015 “Band to Watch” por la revista “The Blues Magazine”.

## Historia
El grupo se originó en mayo del 2014 en la Academia de Música Contemporánea Bournemouth, Inglaterra, al reunirse el vocalista y guitarrista Brett Smith-Daniels, Connor Fox en el bajo, James McBride en la batería y Jamie White en la segunda guitarra. En septiembre del 2014, después de unos meses tocando juntos, el grupo decidió unirse y habitar una casa para lograr unir sus agendas. 
En los últimos años han realizado giras en países como México y Canadá, en ambos casos con muy buena respuesta del público y los medios.